# Enicospilus cyclops
Enicospilus cyclops là một loài tò vò trong họ Ichneumonidae.